# 프린세스 파티
프린세스 파티는 CIRCUS가 2009년에 발매한 성인 게임으로, 원화는 타카노 유키와 타테하가 맡으며 시나리오는 마리, 하~후이하루, 야스오, 쿠보다 케이고, 카미야 스구르가 맡는다.